# Vitali Zastujov
Vitali Serguéievich Zastujov, en ruso:Виталий Сергеевич Застухов (nacido el 27 de julio de 1947 en Ereván,  Armenia y fallecido el 17 de noviembre de 2001 en la misma ciudad) es un exjugador de baloncesto soviético. Consiguió s medallas en competiciones internacionales con la Unión Soviética.